# Barco votivo

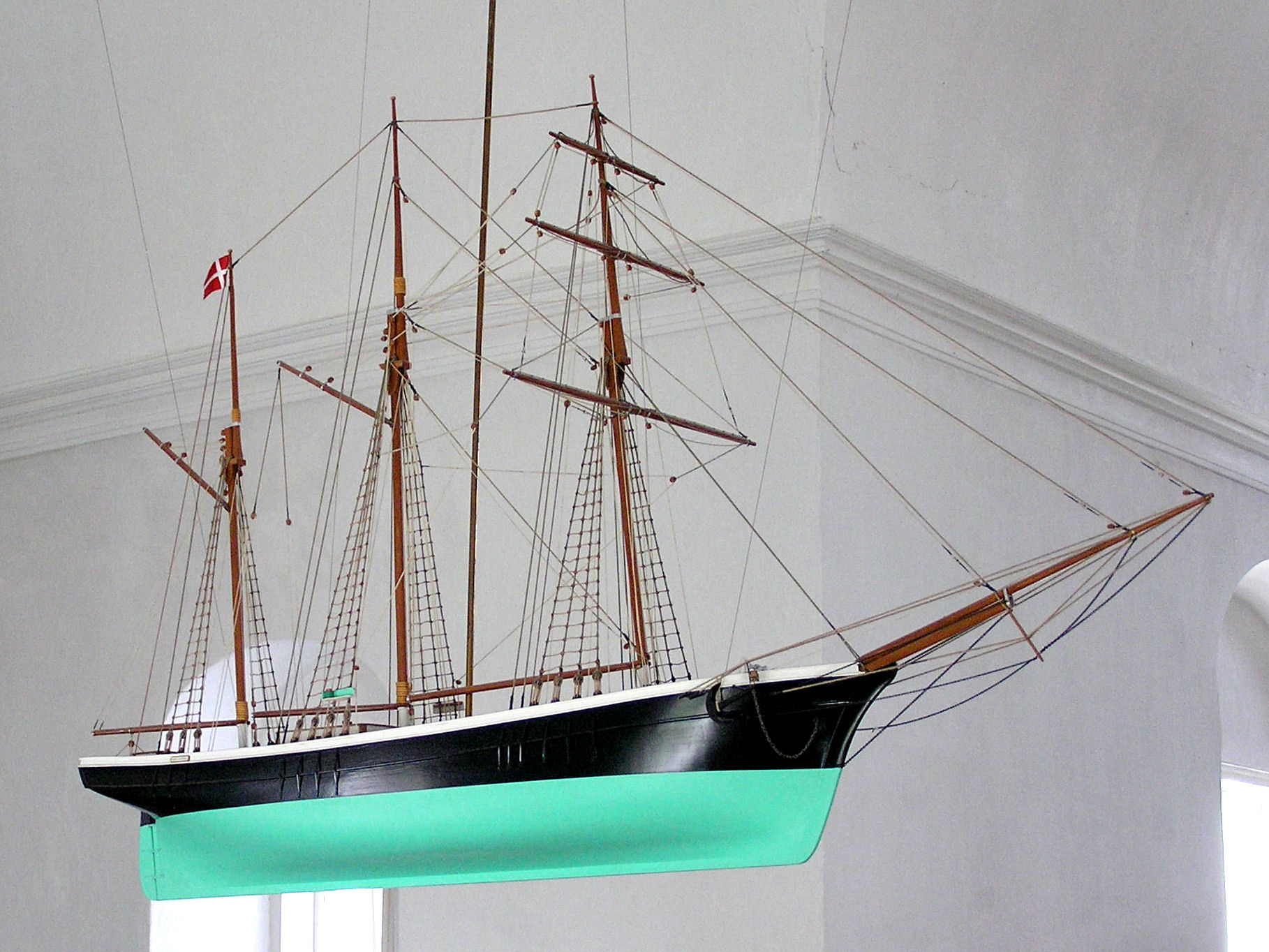
Barco votivo en la Iglesia de Nexø en la isla de Bornholm (Dinamarca)

Un barco votivo, a veces llamado barco de iglesia, es una maqueta de un barco que se exhibe en una iglesia. Por regla general, son los marineros y los constructores de barcos quienes construyen y regalan a la iglesia los barcos votivos. Los barcos votivos son comunes en las iglesias de los países nórdicos: Dinamarca, Suecia, Noruega y Finlandia, así como en las Islas Aland y las Feroe, pero también los hay en Francia, Alemania, el Reino Unido y España.
Se les llama «votivos» a partir de la locución latina ex voto, que significa ‘(hecho) a partir de una promesa’, porque normalmente se hicieron en agradecimiento a un favor recibido de la divinidad o de un santo en una situación de peligro.
La práctica de exhibir maquetas de barcos en las iglesias se remonta a la Edad Media y parece haber sido conocida en toda la Europa cristiana, tanto en países católicos como luteranos. El barco votivo más antiguo que se conoce es un modelo de barco español del siglo XV.[cita requerida] El ejemplo más antiguo que se conserva en los países nórdicos es una maqueta de barco de alrededor de 1590, que se exhibió originalmente en la Catedral de Estocolmo, pero hoy está en el Museo Marítimo de Estocolmo.
Los barcos votivos son bastante comunes en Francia, en las ciudades costeras y también en algunas del interior, ya sea en forma de maquetas (generalmente hechas por marineros después de escapar de un naufragio) o como pinturas que representan alguna situación peligrosa. La iglesia de Sainte Anne d'Auray en Bretaña tiene la mayor colección francesa de exvotos marinos, pero la práctica incluso se extiende a las costas francesas mediterránea, incluida Córcega.